# Ойсенгайм
Ойсенгайм (нім. Eußenheim) — громада в Німеччині, знаходиться в землі Баварія. Підпорядковується адміністративному округу Нижня Франконія. Входить до складу району Майн-Шпессарт.
Площа — 56,84 км2. Населення становить 3130 ос. (станом на 31 грудня 2020).